# Династія Ляо
Династія Ляо (кидан.: Mos Jælud, спрощ.: 辽朝; кит. трад.: 遼朝; піньїнь: Liáo Cháo, офіційно Велика Ляо (спрощ.: 大辽; кит. трад.: 大遼; піньїнь: Dà Liáo), або Киданська (Циданська) держава (кидан.: Mos diau-d kitai huldʒi gur)) — держава кидань-монголів, яка займала простори Північно-Східного Китаю з моменту заснування киданської державності племінним вождем Абаоцзи (Амбагай) в 907 році та до заколоту чжурчженів в 1125 році. Столиці — Шанцзин (верховна, нині Хуейнинфу), Ляоян (східна), Датун (західна), Nanjing (південна, в районі сучасного Пекіна).

## Історія
Засновниками династії стали вожді киданів із роду Елюй. Вождь Абагянь скористався поваленням династії Тан у 907 році, щоб атакувати північні землі Китаю. Тоді ж було оголошено про утворення нової династії, що отримала назву Ляо. Водночас кидані атакували державу Бохай, яку підкорили у 926 році. У 916 році володарі прийняли китайську титулатуру. В китайських володіннях киданські правителі продовжували танські традиції, а у своїх степових землях — традиції кочівників. Територію імперії поділено на 7 великих провінцій, що поділялися на управління (фу), які складалися з префектур (чжоу), ті, в свою черегу, з округів (сіань).
Киданська державність епохи п'яти династій і десяти царств унікальна тим, що передбачала мирне співіснування двох споріднених держав — північної, в якій дотримувалися традиційні для Великого Степу звичаї та ієрархія, і південної, побудованої за зразком Танської імперії, на заміну якій вона прийшла.
У 906 році Ляо атакувала державу Бохай. Після двадцятирічного опору Бохай все ж впав в 926 році.
За наказом Амбагая у 920 році було створено великий киданський алфавіт (з 1460 знаків), і в кінці того ж року імператор видав наказ за яким було наказано його оприлюднити і ввести у вжиток. В 925 році Справі — молодшому брату Амбагая — була доручена зустріч уйгурських послів; він за короткий термін вивчив уйгурську мову, а потім створив малий киданський алфавіт (із 350 знаків).
В 926 році імператори династії Ляо захопили землі сучасної Монголії, провінції Внутрішньої Монголії, на Далекому Сході, підкорили північ Корейського півострова. Велися успішні війни проти держав Пізня Тан та Пізня Цзінь. До 947 року останні були підкорені, після чого імператор киданів Тай-цзун перейменував державу у Да Ляо (Велике Ляо). Проте незабаром він зазнав поразки від Пізньої Хань.
У 950—960-х роках державу охопили внутрішні конфлікти, викликані боротьбою за владу всередині правлячого роду, разом з тим накопичилися проблеми між знаттю та кочівною аристократією. До 980 року імперія Ляо була суттєво послаблена. Новий період підйому Ляо пов'язаний з володарюванням імператора Шен-цзуна, який з 982 до 1031 року здійснив низку походів до Кореї, на південь Китаю, а також проти західних кочівників. В результаті Ляо досягла найбільшої могутності. Імперія Сун у 1004 році вимушена була погодитися на сплату щорічної данини у розмірі 100 тисяч унцій срібла й 200 тисяч рулонів шовку. Смерть Шен-цзуна спричинила нову боротьбу між придворними за вплив на молодого імператора Сін-цзуна. За його наступників Ляо дедалі більше поглинали внутрішні протиріччя, що шкодили зовнішньому престижу та давали змогу сусідам атакувати кордони імперії. Останнім успіхом киданів стала війна проти татарського племені цзубу у 1092—1102 роках.
У 1125 році підвладні киданям чжурчжені під керівництвом Ваньяня Агуди підняли заколот і завдяки сприянню сунського Китаю витіснили киданів у Середню Азію, де ті створили нову державу — Західна Ляо. Західна Ляо зберегла багато чого з китайської культури, сприйнятої киданями, і в пізній науковій традиції розглядається як справжня китайська династія. Чжурчжені замінили киданську імперію власною державою Цзінь.

## Система управління
Система управління киданів базувалась на поділі влади між 8 племенами. Приблизно у 8 столітті у киданів з'явилися військові вожді, які здійснювали невеликі походи. Верховна влада належала каганові, який залежав від ради восьми племен.
У 910 році у киданів з'явилися канцлери (кит. цзайсян), першим канцлером став старший брат імператриці. Згодом цзайсяни призначалися саме з роду імператриці, влада тііней і юйює (традиційний титул другої особи після кагана) поступово ослабла.
Спочатку функції уряду Ляо виконував двір імператора. Цей двір був кочовий і переміщався разом з імператором, який переміщався між столицями протягом року, влаштовуючи в проміжках полювання. Влада зосереджувалася в Таємній раді при імператорові. Його склад не був визначений або стабільний. Туди входили найважливіші юйює (військові вожді без певних повноважень), тііни («помічники» імператора-кагана), канцлери, представники пологів Єлюй і родичі імператриці, а також просто довірені особи імператора. Власне багато «чиновників» були просто родичами або представниками родів Єлюй і Сяо, і самі не займалися адмініструванням, а просто займали посаду і перебували у свиті патрона. Для управління поточними справами чиновники зазвичай переміщалися в Середню столицю.
У цілому країною керували два великі та розгалужені роди — Єлюй — рід імператорів, і Сяо — рід імператриць. Рід Єлюй ділився з часів Абаоцзи на 5 підрозділів — гілка Абаоцзи і 6 підрозділів — бічні гілки. Прямі нащадки Абаоцзи відносились до «чжан хен» — поперечним шатрах, а нащадки його дядька і братів до «саньфу фан» — трьом відгалуженням батьківської сім'ї. Рід Сяо був уйгурського походження і ділився на багато гілок. Всі представника Єлюй одружувалися тільки з дочками роду Сяо. У першій половині XI століття був прийнятий ряд указів, де зазначались гілки роду Сяо які можуть надавати дружин старшим гілкам роду Єлюй.
В 921 році були введені китайські чини і ранги. Чиновники були розділені на дві «адміністрації»: північну (Бейфу), яка керувала киданями та іншими кочівниками та південну (Наньфу), яка керувала китайцями. Ключовим органом була північна адміністрація. Очолювали її два канцлери — північний і південний. На посади північних канцлерів систематично призначалися представники роду Сяо, що послаблювало бунтівну киданську знать. Південним канцлером призначався представник роду Єлюй, він наглядав за племенами іші, чуте, туцзюй, бо ті вважалися ненадійними. Північній канцелярії був підпорядкований Секретаріат, який керував всією імператорською кореспонденцією та указами. Великий «лінья» був верховним ученим і займався складанням офіційних документів і системою іспитів.
Південна адміністрація — Наньфу копіювала структуру і ранги чиновництва імперії Тан. Основна частина складалася з шести міністерств: чинів, покарань, податків, церемоній, громадських робіт, військових справ. Була також конфуціанська академія — Ханьлинь. Південна адміністрація підбирала кандидатури генерал-губернаторів південних провінцій, а вже генерал-губернатор призначав всіх інших місцевих чиновників. Китайські чиновники не мали безпосереднього доступу до імператора, вони зверталися до нього тільки заочно. До 1114 року вони навіть не брали участі у вирішенні найважливіших питань.
У п'ятьох столицях були свої намісники з військовою і цивільною адміністрацією різної структури. У Західній столиці були зосереджені військові органи, в Південній і Середній — фінансові та фіскальні.
Верховним суддею був «ілиби» йому підпорядковувалося багато нижчих суддів. Існував дуалізм: між собою кидані керувалися своїми звичаями, а китайці письмовим правом. Конфлікти між цими категоріями розглядали ілиби.
Окремими племенами могли управляти і генерал-губернатори звані цзедуши. Киданські племена зберегли посади військових вождів — ілицзинь, вони ж керували судом у своїх племенах. Населення імперії оцінюється приблизно в 4 000 000 чоловік. З них 750 000 складали кидані (1/5 населення), китайці — 2 400 000, бохайці — 450 000, інші племена кочівників та мисливців — близько 200 000 чоловік.
Невільне населення ділилося на категорії «Буцюй», які належали окремим особам, але не звільнялися від державних зобов'язань. Гунху, гунфеньху, чжуаньху — були державними рабами, здебільшого військовими поселенцями. «Шу шань» — були державними ремісниками, вони не несли інших повинностей, крім надання своєї продукції державі. Справжніх рабів було не багато, головним чином це були раби киданских аристократів і монастирів. Положення їх було різне, але їх було заборонено вбивати. Законом 1013 року було обмежено боргове рабство.

## Міста та адміністративний поділ
Абаоцзи почав створювати Ляо з отримання контролю над містами, де жило осіле населення. Судячи з розкопок в ляоських містах, кидані спеціально залишали великі незабудовані простори всередині міських стін. Ймовірно порожні ділянки призначалися для установки юрт або випасу коней. Знатні кидані мали в столицях спеціальні постаменти на які вони встановлювали свої намети. Киданські імператори вважали що краще жити і правити країною не з палаців, а з розкішних наметів, які могли встановлюватися всередині міських стін.
Кидані запозичили танську систему п'яти столиць, яка була повністю сформована до 1044 році. Спочатку, двір кіданського імператора переміщався протягом року по 4 «баштах» для управління країною. Згодом кидані запозичили містобудівні традиції китайців, бохайців, уйгурів. Напрацювання киданів були згодом використані чжурчженями, які стали будувати міста на більшій площі з посиленими захисними спорудами.
Верхня столиця була побудована за наказом Абаоцзи в 918 році за 100 днів. Периметр стін міста становив приблизно 10,8 км. Місто представляв прямокутник розділений річкою: одна частина «імператорське місто», друга частина — поселення китайців. У місті були побудовані буддистські, даоські й конфуціанські храми. В 926 був побудований палац для Абаоцзи. Верхня столиця вважалася головною. Східна столиця знаходилася на території підкореної держави Бохай. Нині це Ляоян. Статус столиці він отримав у 938 році.
Південна столиця — нинішній Пекін отримала свій статус у 938 році. Периметр стін становив 14,4 км. Середня столиця — Даминчен була заснована на землях кумоси у 1007 році. Нині це Нинчен. Периметр стін становив близько 15 км. Пізніше в місті був побудований храм предків зі статуєю імператора Цзин-цзуна. В адміністративному сенсі Ляо ділилася на: 5 столиць — вони управлялися незалежно від навколишньої території, шість областей — фу (府), 156 округів (префектур) — чжоу (州), сюди ж відносилися воєводства — цзюнь та міста — чен, 209 повітів — сянь (县), 52 племені — буцзу, 60 васальних володінь (шу го).

## Сільське господарство
Кидані були кочівниками, які тримали велику та дрібну рогату худобу. У їхньому житті велику роль відігравало полювання та риболовля. Хань Яньхуй, утікач з Сун і колишній імператорський радник, організував на землях киданів китайські поселення з адміністрацією, стінами, торгівлею і землеробством. Десь після 902 року було засновано перше китайське місто — Лунхуачжоу.
При Ляо кидані продовжували розводити коней, корів, овець, кіз, верблюдів, і, можливо, оленів. Імператорські табуни коней налічували близько 1 млн голів і призначалися для постачання армії. Для управління табунами були призначені спеціальні чиновники, що наглядають за пастухами. Киданскі коні, в основному, були малорослі та добре пересувалися лісами. Основу харчування киданів становила баранина. При останньому киданському імператорі для потреб двору забивалося 300 овець у день. Корови утримувались заради молока. Биків впрягали у вози. Розведення верблюдів було запозичено від уйгурів. Верблюдів використовували для переміщення кібіток і возів. Це була досить дорога тварина, коштувала близько 8 овець (бик коштував 3 вівці). Кіз тримали небагато: їх кістки були знайдені в могилах, іноді козли зустрічаються на фресках. Швидше за все козлів використовували як ватажків для овечих отар. Судячи по знайденим кісткам, кидані тримали трохи свиней і курей. Крім того, китайці, що жили в містах, розводили свиней. Судячи по фрескам, кидані розводили і трохи оленів: на фресці з могили Хуре-біття зображений олень, якого кидані впрягають у віз.
Землеробство було долею китайських і бохайських підданих імперії. Як допоміжна галузь господарства землеробство було і у киданів. Найпоширенішим злаком було просо. Також вирощувалися кавуни (їх отримали від уйгурів), боби, конопля. На півдні китайські населенням вирощували рис, ячмінь, пшеницю, шовковицю. На півночі городи влаштовували на піднятих над землею грядках. Кращі землі імперії були віддані під державні пасовища.
Полювання хоч і не була важливою галуззю господарства, як у часи до утворення Ляо, продовжувала відігравати важливу роль у житті кіданського двору. Головними об'єктами полювання були олені і лосі. Полювали також на кабана, хутрового звіра (соболь, лисиця, видра, горностай), зайців, водоплавну птицю, тигрів, барсів. Імператорським вважалося облавне полювання — сотні киданських вершників утворювали ланцюг і заганяли звіра на стрільців. Це полювання вважалося державною справою та військовими вправами. Також було полювання з приманкою — відомо, що при імператорах Ляо кращими манцями були чжурчжені. При дворі також любили полювання на соколів та орлів.
Рибальство традиційно відігравало важливу роль у житті киданів. Сам імператор раз на рік був зобов'язаний провести ритуальну риболовлю — «Свято першої риби», коли імператор особисто повинен був зловити калугу. Зазвичай рибу ловили через ополонку, найчастіше на Сунгарі.

## Ремесла
Ще до утворення імперії кидані були вмілими ремісниками і забезпечували себе необхідними в кочовому побуті речами. Зокрема, киданські сідла активно завозилися в Китай. Залізоплавильне ремесло було засноване ще при батькові Абаоцзи. Згодом виробництвом заліза в Ляо стали займатися бохайці в районі Ляохе, Кулі-Мурень, нагір'я Жахе і гір Ляоси. Золото і срібло видобували на витоках річки Ляохе. Знаходились також вироби з міді та бронзи. Про майстерність лаоських ковалів можуть свідчити похоронні дротяні костюми: аналіз костюма з Хаоцаньин показав, що він зроблений з мідного дроту з вмістом міді близько 96,3 % і товщиною 0,5-0,8 мм.
Киданський посуд добре відомий археологам, виготовлялася він з глини на гончарному колі. Майстерні з виробництва порцеляни розкопані в Гангуаньтуні, Дагуаньтуні і Ганваяотуні. У декорі переважали рослинні мотиви, особливо півонії. Гончарні майстерні розташовувалися в околицях ляоських столиць. Вже в X столітті були приватні та державні майстерні, якими керували спеціальні чиновники. Для випалу використовували дрова і солому, а для печей поблизу Пекіна — кам'яне вугілля. 

## Військо
Першою «киданською» армією стала сувейцзюнь — «військо, що охороняє ставку» — особиста гвардія кагана, складалася з 2000 кращих молодих воїнів усіх восьми племен. Першим командиром став Єлюй Хелу. Ця гвардія була створена Абаоцзи близько 910 року.
Пізніше киданське населення від 15 до 50 років було занесено в списки і розбито на десятки, сотні й тисячі. На одного воїна повинно було виділятись: 3 коня, 1 фуражир, 1 слуга. Із знаряддя: залізні лати з 9 частин, чепрак, узда, лати для коня (залізні або шкіряні), 4 цибулі, 400 стріл, 2 списи (довгий і короткий), булаву-гудо, сокира, алебарду, прапорець, молоток, шило, кресало, балію, 10,3 літрів провіанту (сухого), мошок, гак, парасолька, 64 м мотузки для коней. В поході воїни повинні були забезпечувати себе самі, зазвичай це означало грабіж населення.
Мобілізація проводилася шляхом направлення до вождів киданських і деяких союзних (кумоси) племен та намісникам столиць спеціальних бирок (пайзца). Після цього вони повинні були чекати від імператора пароля: кожному надсилалася половина спеціального значка у вигляді золотої рибки, друга половина зберігалася у кожного з їхніх командувачів. Якщо половинки збігалися війська висувалися в похід. Війну починали з обов'язкових жертвоприношень і молитов духам. Зазвичай воювали з осені по весну. Табори робили не укріпленими.
Основою ляоської армії став «ордо». Ордо представляв особисту гвардію імператора. Після смерті імператора ордо ставало охороною його мавзолею і новий імператор збирав своє ордо. Ордо було зосереджено у 5 столицях і збиралося на підставі спеціального розпорядження швидше ніж ополчення киданських племен. Чисельність ордо досягала 100 000 воїнів особисто відданих імператору. Кожен наступний імператор збирав ордо з членів сімей ордо колишнього імператора (крім тих, що ставали охороною мавзолею покійного імператора). Ордо харчувалися за рахунок приписаних до нього дворів китайців і бохайців. В 926 році 6 000 воїнів-ордо обслуговувало — 15 000 дворів, надалі 140 000 дворів годувало 76 000 ордо.
Ордо було розбито на полки по 500 або 700 чоловік, 10 таких полків складали дивізію і 10 дивізій армії.
Воїни «ордо» билися як важка кавалерія, причому носили обладунки, вершники та коні. На озброєнні перебували списи, луки, мечі й булави з довгими рукоятями, які можна бачити на фресках. Кожного воїна супроводжував фуражир i слуга. Фуражирові, зазвичай, давали обладунки та зброю. Слуга міг супроводжувати воїна і без зброї. Ляоська армія, зазвичай, розташовувалася на полі бою трьома лініями: у першій розташовувалася легка кавалерія, у другій вершники в обладунках, в третій важка кавалерія на броньованих конях (найчастіше це і були «ордо»). Китайці та бохайці використовувалися як піхота: мечники, арбалетники, обслуга облогових машин, головним чином при облогах. Місцеве населення зганялось для використання як першої хвилі атаки — своєрідного «живого щита». Полиці ордо вступали в бій черзі: по команді один полк з 500 чи 700 чоловік атакував лінію супротивника і якщо їм не вдавалося пробитися, то полк відступав, а інший в цей час починав атакувати. Якщо лінія противника була прорвана в одному місці, то всі полки починали наступ одночасно. Така тактика застосовувалася якщо супротивник залишався в обороні і сам не робив активних дій. Сигнали подавалися прапорцями і барабанами.
Кожне киданське плем'я виставляло (мається на увазі ополчення племен, а не воїнів-ордо) мінімум 1 000 воїнів для походу. Інші племена призивалися час від часу і зазвичай як допоміжні війська — піхота, зрідка кіннота. При цьому зброю вони отримували виключно тільки перед боєм. Бохайці виставляли 10 000 піхоти і вершників. Киданські аристократи могли також тримати свої дружини до 1 000 вершників. Гарнізони охороняли міста, але в походах участі не брали.
Всього Ляо могло зібрати кількасот тисяч воїнів. Відмінні зображення ляоських воїнів можна знайти в ілюстрованому сувої імператора Гао-цзуна, що містить поему Лю Шана (VIII століття) про життя Цай Веньцзи в полоні у хунну — «Хуцзя шиба пай[en]». Хоча в поемі розповідається про часи пізньої Хань і Троєцарствія, Гао-цзун, які виливались у малюнках кочівників-хунну, сучасних йому киданів (і можливо чжурчженей). На одному з малюнків можна бачити, імовірно ляоського воєначальника в позолочених ламелярних обладунках, оточеного зброєносцями та слугами.

## Релігія
Спочатку кидані мали храм предків біля підніжжя гори, де, за їх віруваннями, мешкали предки восьми киданських племен.
Абаоцзи офіційно став протегувати буддизм і сприяв його поширенню серед киданів. Киданські імператори та аристократи стали дарувати буддійським монастирям сотні селян, які фактично прирівнювались до рабів. Поступово буддійська громада стала найбільшим землевласником в Ляо. Так 100 ченців володіли 3000 му землі, 7 000 фруктових дерев, 70 готелями, лавкою лихваря і капіталом 5 000 зв'язок монет. Монастирі не обкладалися податками.
В 916 році був побудований храм Конфуція. Цікаво, що підштовхнув імператора до цього кроку старший син — спадкоємець, який був зацікавлений у поширенні китайської традиції спадкування престолу від батька до сина, замість киданської родової — від одного брата на іншого. Згодом сунський посол Кун Даофу, сам нащадок Конфуція в 45-му поколінні, знайшов киданське розуміння образу великого вчителя дуже вульгарним.
Сто років потому після Абаоцзи імператор Шен-цзун прославився як покровитель буддизму. Кидані вважали буддизм «уйгурською» релігією, а не китайською, отже позбавленої політичної бази, а значить загрозою киданському правлінню. Хоча буддизм міг бути дуже поширений серед киданської знаті, невідомо наскільки він проник в масу звичайних кочових киданів. Згодом у кожній з киданських столиць були конфуціанські, буддистські і даоські храми, а іноді і храми імператорів-предків. Самі імператори, незалежно від особистих уподобань, здійснювали всі обряди кіданського анімізму.
Деяке поширення на західних землях Ляо знайшло мело і маніхейство, що розповсюджувалось уйгурами. Уйгури вважалися союзним киданям народом, а уйгурський рід Сяо надавав наречених царюючої киданської династії Єлюй. Кидані-маніхеї згадуються арабським істориком Ібн ал-Асиром в записі про події XIII століття, тобто вже після розпаду великого Ляо, коли частина киданів утворила державу Кара-киданів, де вплив уйгур був ще значнішим.

## Поховання
Археологами розкопано значну кількість лаоських склепів для яких трупопокладення проводилось із характерним інвентарем: похоронні маски, різьблені дерев'яні саркофаги, дротяні похоронні костюми. На стінах склепів робили фрески, які дають інформацію про повсякденне життя киданів. Вхід в типовий склеп був на південній, південно-східній стороні. Для ляоських китайців характерною була кремація.
Киданська похоронна маска одягалась разом з частиною дротяного костюма. Мавзолеї киданських імператорів характеризувалися наземними поминальними храмами, навколо яких часто будували захисні стіни з воротами. Похоронна камера облицьовувалася зсередини дерев'яними брусами, так що похоронна камера нагадувала юрту. Дерев'яний саркофаг, при цьому міг робитися по моделі будинку: з хибними дверима, віконцями, похилим дахом, до стелі або стіни вішали бронзові дзеркала.
Підготовка тіла знатного киданя до поховання починалася з видалення нутрощів і набивання тіла ароматичними речовинами, видалялась кров з вен. На обличчя містилася золота або срібна маска, тіло одягалось в дротяний костюм, який запобігав розпаду трупа. Судячи з письмових джерел і знайдених кісток у киданів бували і людські жертвоприношення: вдова Абаоцзи — Шулюй повинна була за звичаєм піти за чоловіком в могилу, але вона дотримала звичай відрубавши руку.

## Релігія
У релігійному плані кидані-кочовники зберігали традиції шаманізму та анімізму. Ті, що селилися на китайських землях більше підтримували буддистські течії. Водночас вплив свій зберегли даосизм та зороастризм.

## Імператори
| Храмове ім'я            | Особисте ім'я                        | Роки правління | Девіз і роки правління |
| ----------------------- | ------------------------------------ | -------------- | --- |
| Тайцзу 太祖 Tàizǔ       | Елюй Абаоцзі 耶律阿保機 Yēlǜ Ābǎojī  | 907–926        | - Шеньце (神冊 Shéncè) 916—922 - Тяньчжань (天贊 Tiānzàn) 922—926 |
| Тай-цзун 太宗 Tàizōng   | Елюй Дегуан 耶律德光 Yēlǜ Déguāng    | 926–947        | - Тяньсянь (天顯 Tiānxiǎn) 926—937 - Хуейтун (會同 Huìtóng) 937—947 - Датун (大同 Dàtóng) 947                                                                              |
| Ші-цзун 世宗 Shìzōng    | Елюй Жуань 耶律阮 Yēlǜ Ruǎn          | 947–951        | - Тяньлу (天祿 Tiānlù) 947—951 |
| Му-цзун 穆宗 Mùzōng     | Елюй Цзін 耶律璟 Yēlǜ Jǐng           | 951–969        | - Інлі (應曆 Yìnglì) 951—969 |
| Цзін-цзун 景宗 Jǐngzōng | Елюй Сянь 耶律賢 Yēlǜ Xián           | 969–982        | - Баонін (保寧 Bǎoníng) 969—979 - Цяньхен (乾亨 Qiánhēng) 979—982 |
| Шен-цзун 聖宗 Shèngzōng | Елюй Лунсюй 耶律隆緒 Yēlǜ Lóngxù     | 982–1031       | - Цяньген (乾亨 Qiánhēng) 982 - Тунхе (統和 Tǒnghé) 983—1012 - Кайтай (開泰 Kāitài) 1012—1021 - Тайпін (太平 Tàipíng) 1021—1031                                            |
| Сін-цзун 興宗 Xīngzōng  | Елюй Цзунчжен 耶律宗真 Yēlǜ Zōngzhēn | 1031–1055      | - Цзінфу (景福 Jǐngfú) 1031—1032 - Чунсі (重熙 Chóngxī) 1032—1055 |
| Дао-цзун 道宗 Dàozōng   | Елюй Хунцзі 耶律洪基 Yēlǜ Hóngjī     | 1055–1101      | - Ціннін (清寧 Qīngníng) 1055—1064 - Сяньюн (咸雍 Xiányōng) 1065—1074 - Тайкан (太康 Tàikāng) 1075—1084 - Даань (大安 Dà'ān) 1085—1094 - Шоушан (壽昌 Shòuchāng) 1095—1101 |
|                         | Єлюй Яньсі 耶律延禧 Yēlǜ Yánxǐ       | 1101–1125      | - Цяньтун (乾統 Qiántǒng) 1101—1110 - Тяньцін (天慶 Tiānqìng) 1111—1120 - Баода (保大 Bǎodà) 1121—1125                                                                     |

## Основні історичні джерела
Найважливішим джерелом з історії киданів є Ляо ши — Історія династії Ляо, одна з 24 офіційних династичних історій. Вона була складена в 1343 році колективом з 23 авторів під редакцією Тогто при дворі монгольського походження династії Юань. Повністю хроніка складається з 116 голів-цзюаней. Серед джерел Ляо ши перше місце займають записки про діяння киданських імператорів, зібрані Єлюй Янем. У 1639 році Ляо ши була перекладена маньчжурською мовою і видана у 300 примірниках під назвою «Дайляо гуруни судури». Доповнення та виправлення до Ляо ши (вельми неповної) були зібрані й опубліковані Еі і Ян Фуцзи під заголовком «Ляо ши ши» («Добірка пропущеного в історії династії Ляо») і «Ляо ши шиі бу» ("Доповнення до твору «Добірка пропущеного в історії династії Ляо»). Маньчжурський текст ліг в основу російського перекладу: «Історія Залізної імперії».
Іншим джерелом є «Цидань го чжи» — «Історія держави киданів» авторства південносунського історика Е. Лунлі. У 1979 році історія була перекладена російською мовою.
Також є витяги з китайських історій, що відносяться до різних іноземних народів, включаючи киданів, опубліковані Н. Я. Бичуриним.